# عبدالله غانم
عبدالله غانم (انگلیسی: Abdullah Ghanem؛ زادهٔ ۲۱ مهٔ ۱۹۹۵) یک بازیکن فوتبال اهل امارات متحده عربی است.